# Brevibacterium
Brevibacterium é um género de bactéria da ordem das Actinomycetales. São organismo Gram-positivos existentes no solo. Esse micro organismo altera as propriedades organoléticas de alguns queijos.